# Isaac Goldberg
Isaac Goldberg  (* 1887 in Boston; † 14. Juli 1938) war ein US-amerikanischer Romanist, Hispanist, Lusitanist, Amerikanist, Literaturwissenschaftler, Musikschriftsteller, Journalist, Übersetzer und Polygraph.

## Leben und Werk
Goldberg studierte an der Harvard University. Er promovierte dort 1912 bei Jeremiah Denis Matthias Ford mit der Arbeit Don José Echegaray. A study in modern Spanish drama. Als Journalist, Übersetzer aus den romanischen Sprachen und aus dem Jiddisch, als Herausgeber und Autor publizierte er zahlreiche Werke, wissenschaftliche wie populärwissenschaftliche, viele in der in Girard (Kansas) verlegten Taschenbuchreihe Little Blue Books.

## Werke

### Musikkritik

#### Gilbert und Sullivan
- Sir Wm. S. Gilbert. A study in modern satire. A handbook on Gilbert and & the  Gilbert-Sullivan Operas, Boston 1913
- Gilbert and Sullivan. A handbook to the famous operettas, Girard, Kansas 1923
- The story of Gilbert and Sullivan or, The ’compleat’ Savoyard, New York 1928, 1970
- (Hrsg.) New and original extravaganzas by W. S. Gilbert, esq., as first produced at the London playhouses, Boston 1932

#### Weitere Musikkritik
- Richard Wagner. An introduction, Girard, Kansas 1924
- The enjoyment of music. Chapters on musical appreciation Girard, Kansas 1925
- Harmony self taught, Girard, Kansas 1926
- How to enjoy the orchestra, Girard, Kansas 1926
- Jazz music. What it is and how to understand it, Girard, Kansas 1927
- Tin pan alley. A chronicle of the American popular music racket, New York 1930, 1961
- George Gershwin. A study in American music, New York 1931, 1958
- (mit Isidore Witmark) The story of the house of Witmark. From ragtime to swingtime, New York 1939, 1976

### Romanistik
- Studies in Spanish-American literature, New York 1920, Port Washington, N. Y. 1968 (Vorwort durch Jeremiah Denis Matthias Ford)
- Brazilian literature, New York 1922, New York 1975, Great Neck, N. Y 1978 (Vorwort durch Jeremiah Denis Matthias Ford)
- The drama of transition. Native and exotic playcraft, Cincinnati 1922 (weltweit)
- La literatura hispanoamericana. Estudios críticos, Madrid 1922
- Dante. An aesthetic view, Girard, Kansas 1923
- A guide to Cervantes, Girard, Kansas 1923
- (Hrsg. und Übersetzer) Brazilian tales, Girard, Kansas 1924
- Camoens, central figure of Portuguese literature (1524–1580), Girard, Kansas 1924
- A guide to Rabelais, Girard, Kansas 1924
- (Hrsg.) Italian lyric poetry. An anthology, Girard, Kansas 1924
- (Hrsg.) Mexican poetry. An anthology, Girard, Kansas 1925

### Amerikanistik
- H. L. Mencken, Girard, Kansas 1924
- Poe as a literary critic, Girard, Kansas 1924
- George Jean Nathan. A critical study, Girard, Kansas 1925
- The man Mencken. A biographical and critical survey, New York 1925, 1968
- (Hrsg.) Critical excerpts from Poe, Girard, Kansas 1925
- The theatre of George Jean Nathan. Chapters and documents toward a history of the new American drama, New York 1926, 1968
- Havelock Ellis. A biographical and critical survey, New York 1926
- President Harding’s illegitimate daughter, Girard, Kansas 1929
- Major Noah. American-Jewish pioneer, Philadelphia 1936, Freeport 1972
- The wonder of words. An introduction to language for everyman, New York/London 1938, Ann Arbor 1971

### Verschiedenes

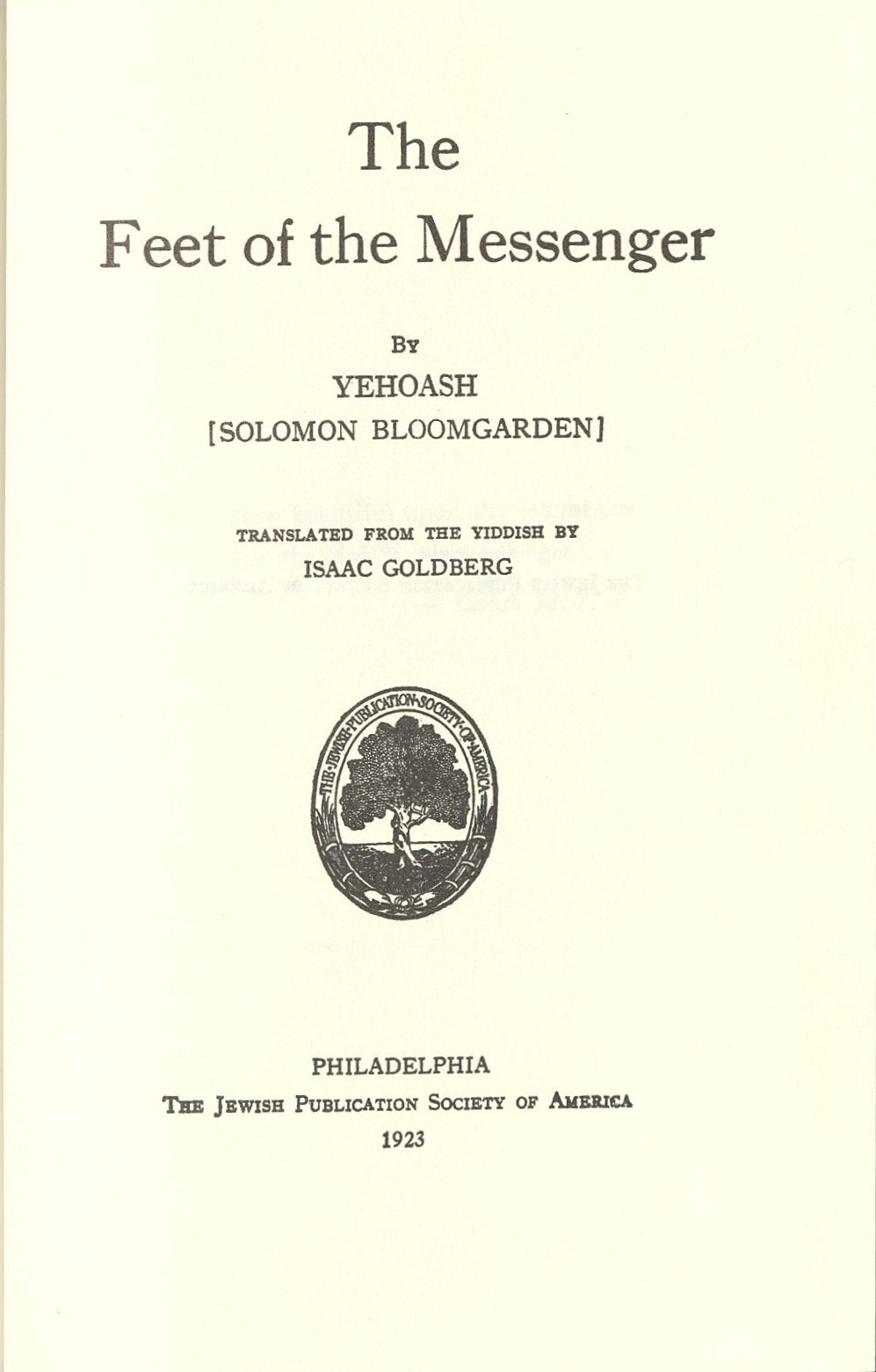
Übersetzung Yehoash (1923)

- The enjoyment of reading. Notes on the appreciation of literature, Girard, Kansas 1925
- The spirit of Yiddish literature, Girard, Kansas 1925
- Panorama. A book of critical, sexual and esthetic views, Girard, Kansas 1927
- The sexual life of man, woman, and child. Notes on a changing valuation of behavior, Girard, Kansas 1927
- How to acquire good taste. What is culture? Girard, Kansas 1929
- The fine art of living. An approach to life and the arts, Boston 1930
- Getting into print. A practical guide, Girard, Kansas 1930
- Sexarians, New York 1931
- Madame Sex, New York 1932
- (mit Abraham Myerson) The German Jew. His share in modern culture, New York 1933
- Queen of hearts. The passionate pilgrimage of Lola Montez, New York 1936, 1969
- What we laugh at, and why, Girard, Kansas 1938